# Just Dance (serie)

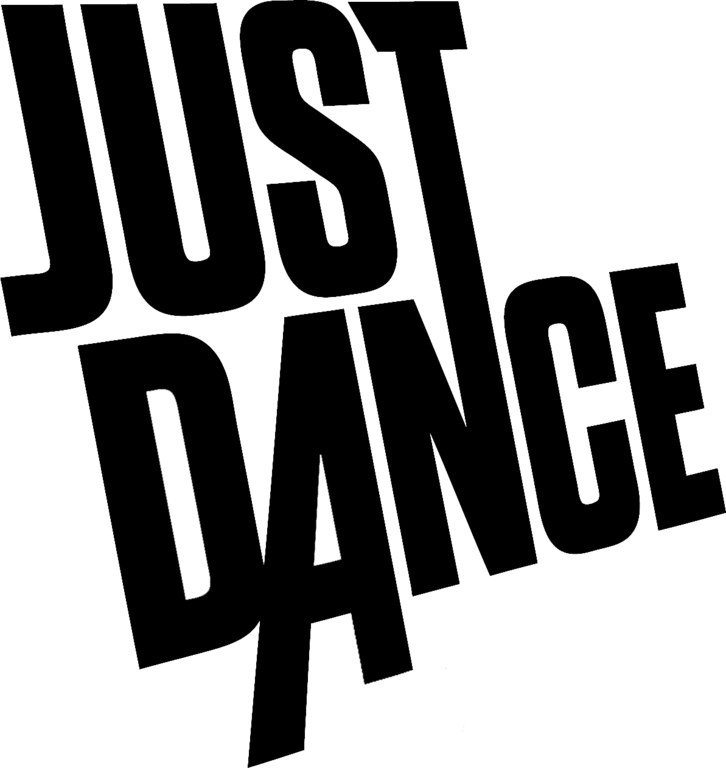
Logo-ul Just Dance folosit din 2009 până în prezent

Just Dance este o serie populară de jocuri video de muzică și dans dezvoltată și publicată de Ubisoft. Seria a debutat în 2009 și de atunci a devenit una dintre cele mai de succes francize de jocuri video muzicale din lume. Jocurile sunt disponibile pe o varietate de platforme, inclusiv Nintendo Wii, Wii U, Nintendo Switch, PlayStation 3, PlayStation 4, PlayStation 5, Xbox 360, Xbox One și Xbox Series X/S.

## Istoric și Dezvoltare

### Origini și Lansare Inițială (2009-2010)
Primul joc din seria Just Dance a fost lansat în noiembrie 2009 pentru Nintendo Wii. Jocul a fost numit după melodia lui Lady Gaga, "Just Dance", și a fost conceput pentru a fi un joc de petrecere, accesibil și distractiv pentru toate vârstele. Jocul a fost dezvoltat de Ubisoft Paris și a fost un succes imediat, atrăgând un public larg datorită simplității și interactivității sale.

### Expansiunea Seriei (2011-2015)
După succesul primului joc, Ubisoft a continuat să lanseze anual noi ediții ale seriei. Just Dance 2, lansat în 2010, a adăugat noi caracteristici, inclusiv moduri de joc suplimentare și o selecție mai mare de melodii. Jocurile următoare, Just Dance 3 și Just Dance 4, au extins și mai mult repertoriul de piese și au introdus moduri de joc competitive și cooperative, permițând jucătorilor să concureze sau să danseze împreună.

### Inovație și Adaptare (2016-prezent)
Începând cu Just Dance 2016, Ubisoft a introdus Just Dance Unlimited, un serviciu de abonament care oferă acces la o bibliotecă vastă de melodii, actualizată constant. Acest serviciu a permis seriei să rămână relevantă și actualizată cu hiturile muzicale moderne. Just Dance 2020 a marcat și aniversarea de 10 ani a francizei, cu o ediție specială care a inclus unele dintre cele mai populare piese din istoria seriei.

## Gameplay
Jocurile Just Dance sunt concepute pentru a fi ușor de jucat, dar dificil de stăpânit. Utilizând controlere de mișcare sau camere (în funcție de platformă), jucătorii trebuie să imite mișcările dansatorilor de pe ecran pentru a câștiga puncte. Fiecare mișcare este evaluată pe o scară de la "Ok" la "Perfect", în funcție de precizia cu care este executată. Jocurile includ moduri de joc variate, cum ar fi:
- Classic: Modul standard de joc, în care jucătorii dansează pentru a obține cel mai mare scor.
- Sweat Mode: Un mod de antrenament care urmărește caloriile arse în timpul dansului.
- Kids Mode: Un mod adaptat pentru copii, cu coregrafii mai simple și melodii potrivite pentru vârsta lor.
- World Dance Floor: Un mod online în care jucătorii pot concura împotriva altor jucători din întreaga lume în timp real.

## Impact Cultural și Comercial
Seria Just Dance a avut un impact semnificativ atât din punct de vedere cultural, cât și comercial. Jocurile au fost lăudate pentru capacitatea lor de a aduce oamenii împreună și de a promova activitatea fizică prin distracție. Franciza a vândut milioane de exemplare în întreaga lume și a devenit un punct de referință în cultura pop.

### Turnee și Evenimente
Ubisoft a organizat numeroase turnee și evenimente de-a lungul anilor, inclusiv competiții internaționale cum ar fi Just Dance World Cup. Aceste evenimente au atras mii de participanți și spectatori, consolidând comunitatea globală a jucătorilor de Just Dance.

### Colaborări și Adaptări
Seria a inclus colaborări cu artiști celebri și a adaptat coregrafii de la diverse stiluri de dans, de la hip-hop la balet. Jocurile au inclus melodii dintr-o gamă largă de genuri muzicale, asigurându-se că există ceva pentru toată lumea.

## Critici și Controverse
De-a lungul anilor, seria Just Dance a primit și critici, în special legate de modelul său de abonament și de unele aspecte tehnice. Unele recenzii au subliniat că jocurile pot deveni repetitive și că dependența de tehnologia de detectare a mișcării poate duce la probleme de precizie. Cu toate acestea, popularitatea și succesul continuu al francizei sugerează că aceste critici nu au afectat în mod semnificativ atractivitatea generală a jocurilor.

## Viitorul Seriei
Ubisoft continuă să sprijine și să inoveze seria Just Dance. Cu lansări anuale și actualizări constante ale serviciului Just Dance Unlimited, seria este bine poziționată pentru a rămâne relevantă în industria jocurilor video. Tehnologiile emergente, cum ar fi realitatea virtuală și augmentată, ar putea oferi noi oportunități pentru evoluția gameplay-ului și experienței jucătorilor.

## Moștenire
Just Dance a devenit mai mult decât un simplu joc video; este un fenomen cultural care a adus bucurie și activitate fizică în casele a milioane de oameni din întreaga lume. Cu inovații constante și o comunitate dedicată, viitorul seriei pare luminos și plin de oportunități pentru noi aventuri de dans.